# Maison du Médecin Huvé
La maison du médecin Huvé est une maison du début du XVIe siècle, située au n° 10 de la rue Noël-Ballay - anciennement rue du Grand-Cerf, n° 52 - à Chartres, département français d'Eure-et-Loir.

## Historique

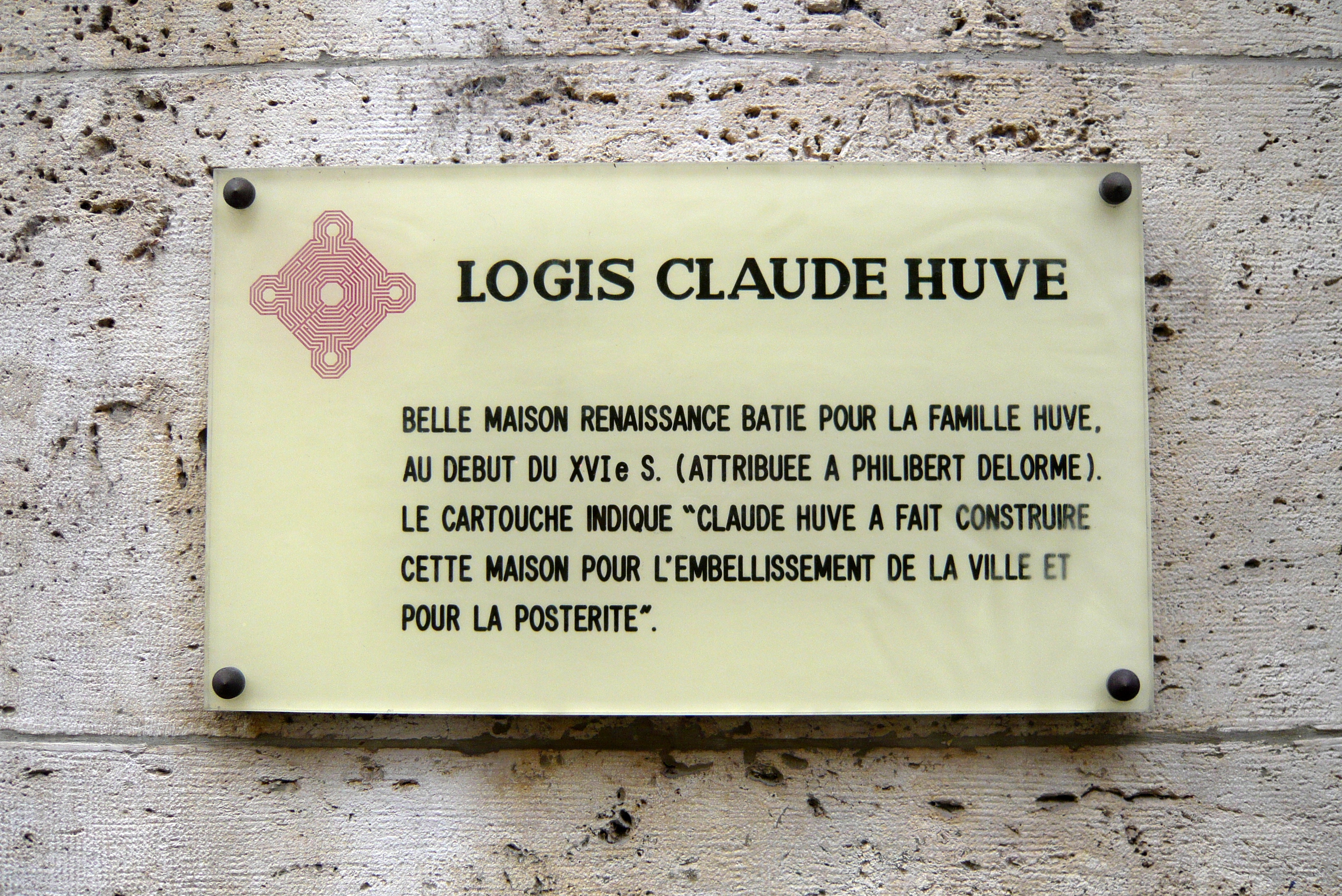
Plaque de monument historique.

Attribuée à Philibert Delorme, un cartouche en façade indique, en latin, qu'elle fut construite pour un médecin, Claude Huvé, « pour l’embellissement de la ville et pour la postérité » :

IATPOΣ · DECORI · VRBIS

## Aujourd'hui
Elle est aujourd'hui occupée par une librairie.

## Protection
La maison fait l’objet d’un classement au titre des monuments historiques et figure sur la liste des monuments historiques protégés en 1862.

## Galerie de photographies

### Extérieur

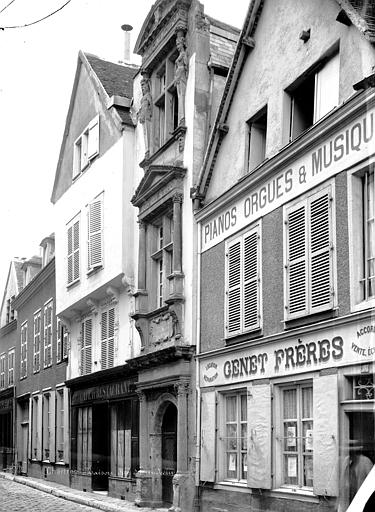
Maison du médecin Huvé par Séraphin-Médéric Mieusement.
Travée du portail.
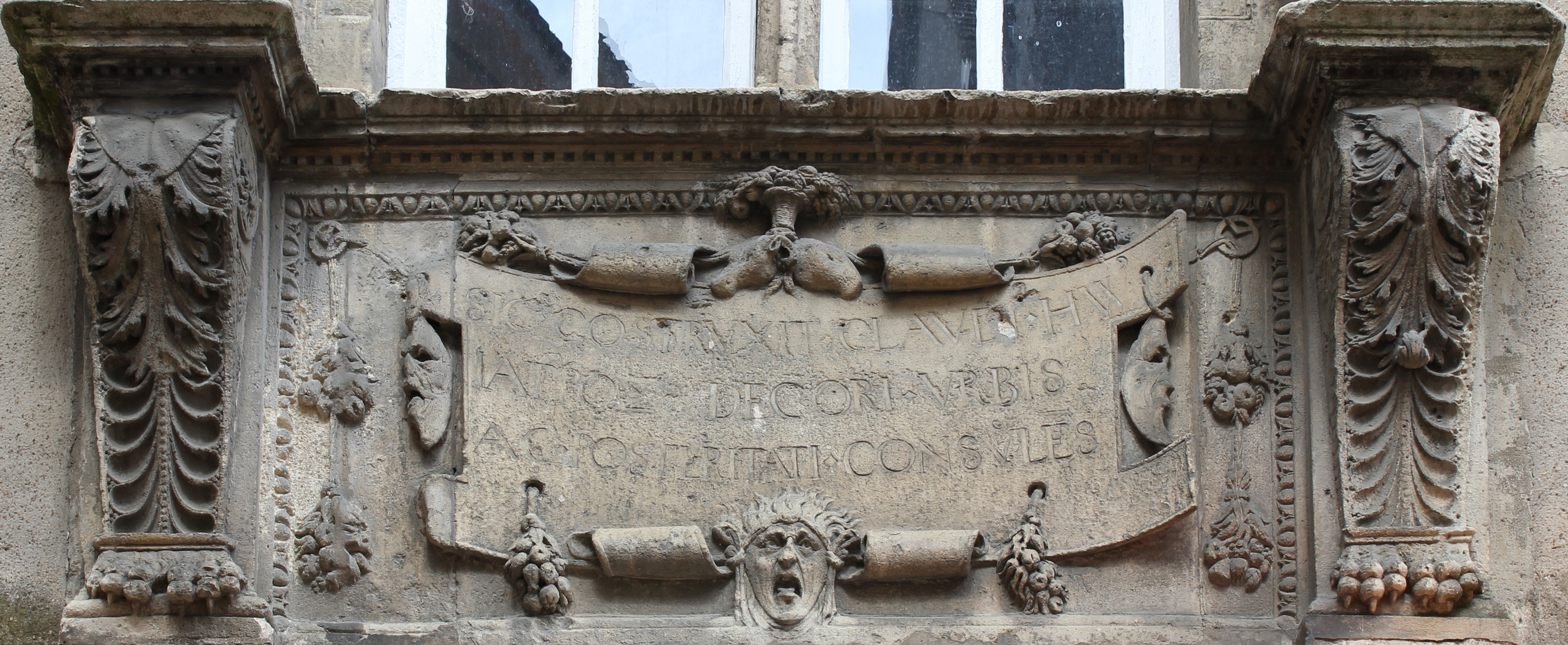
Inscription latine sous la fenêtre du premier étage.
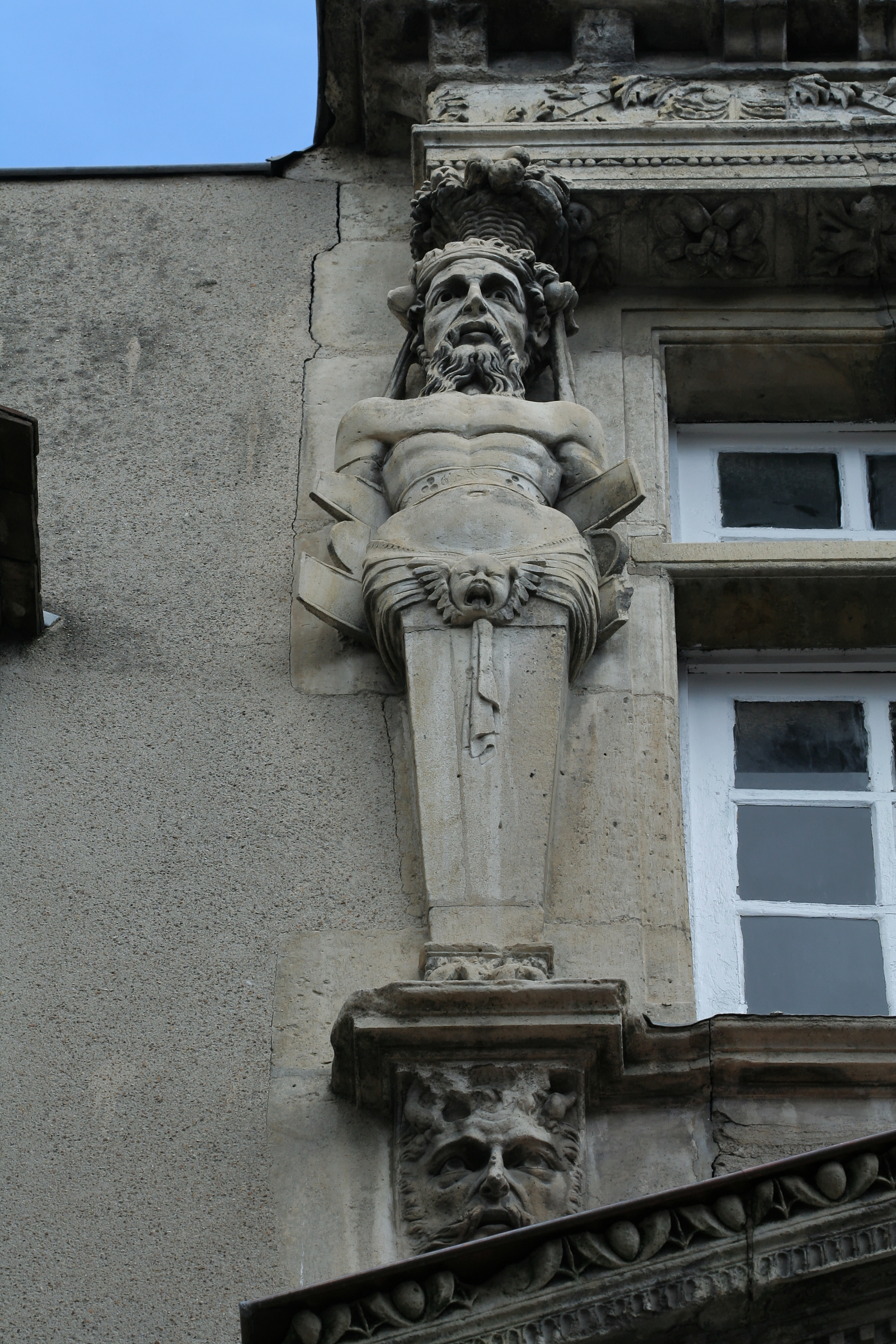
Atlante.
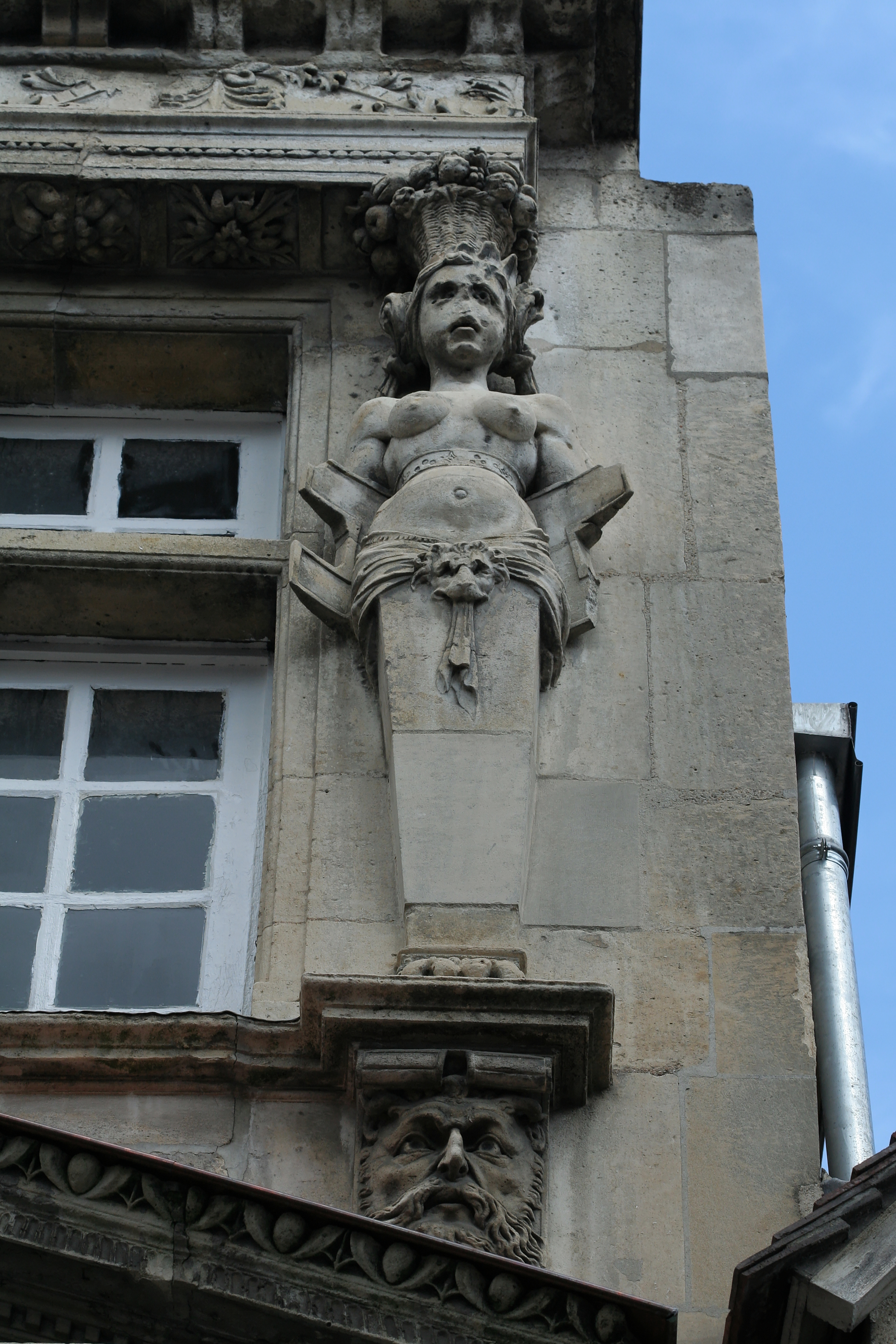
Cariatide.
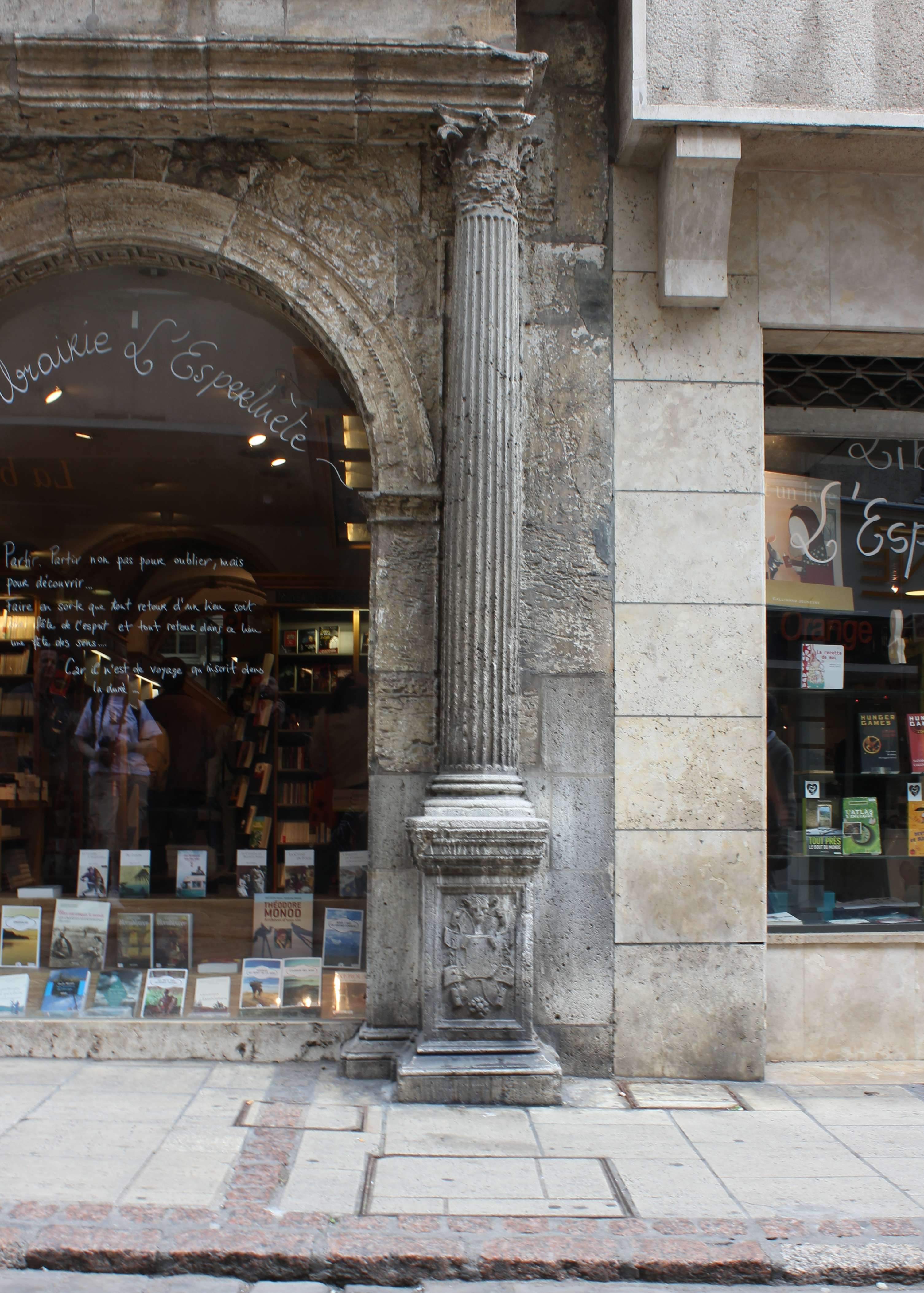
Colonne droite.
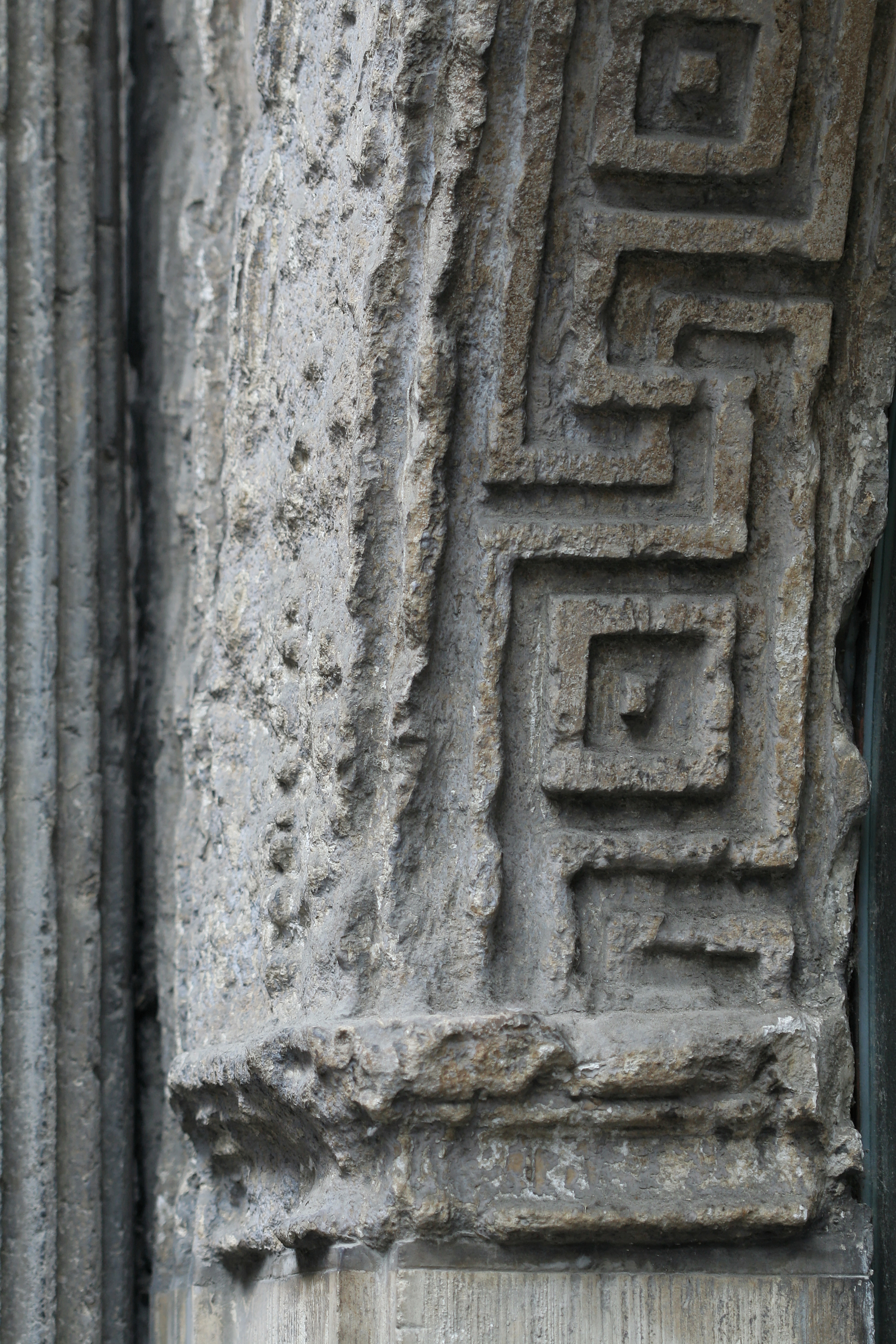
Intrados à grecque de l'arc du portail.

### Intérieur

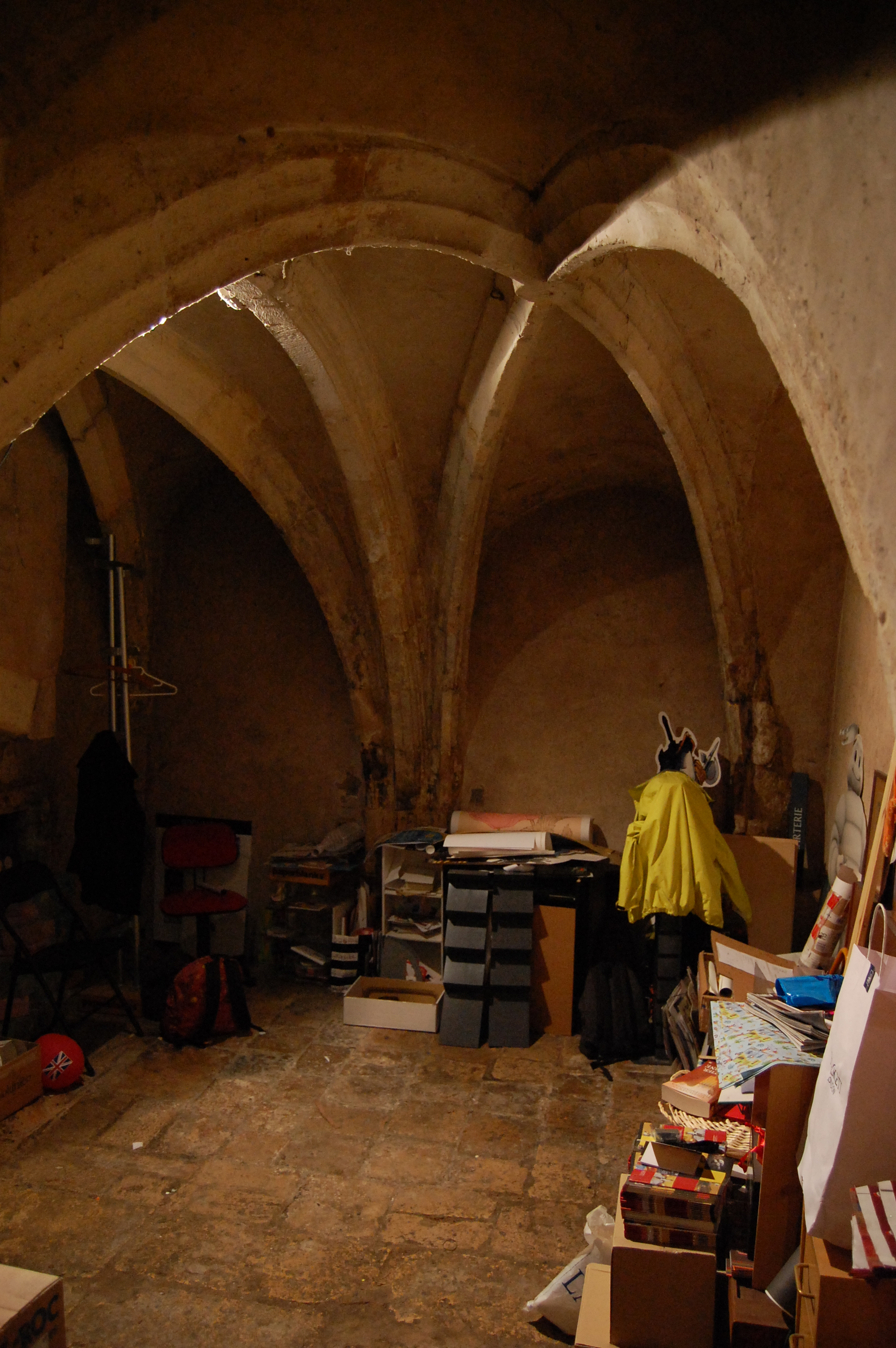
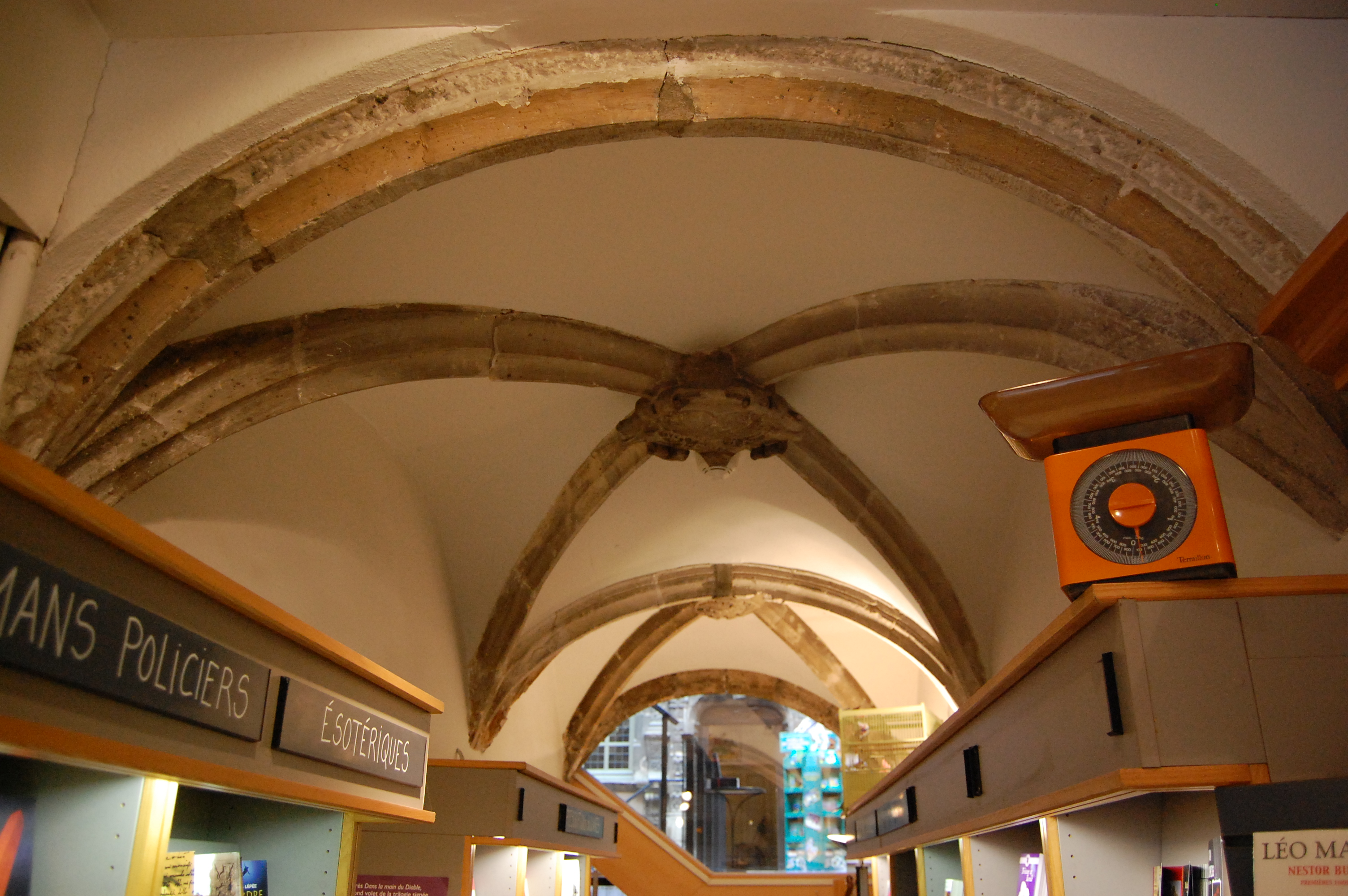
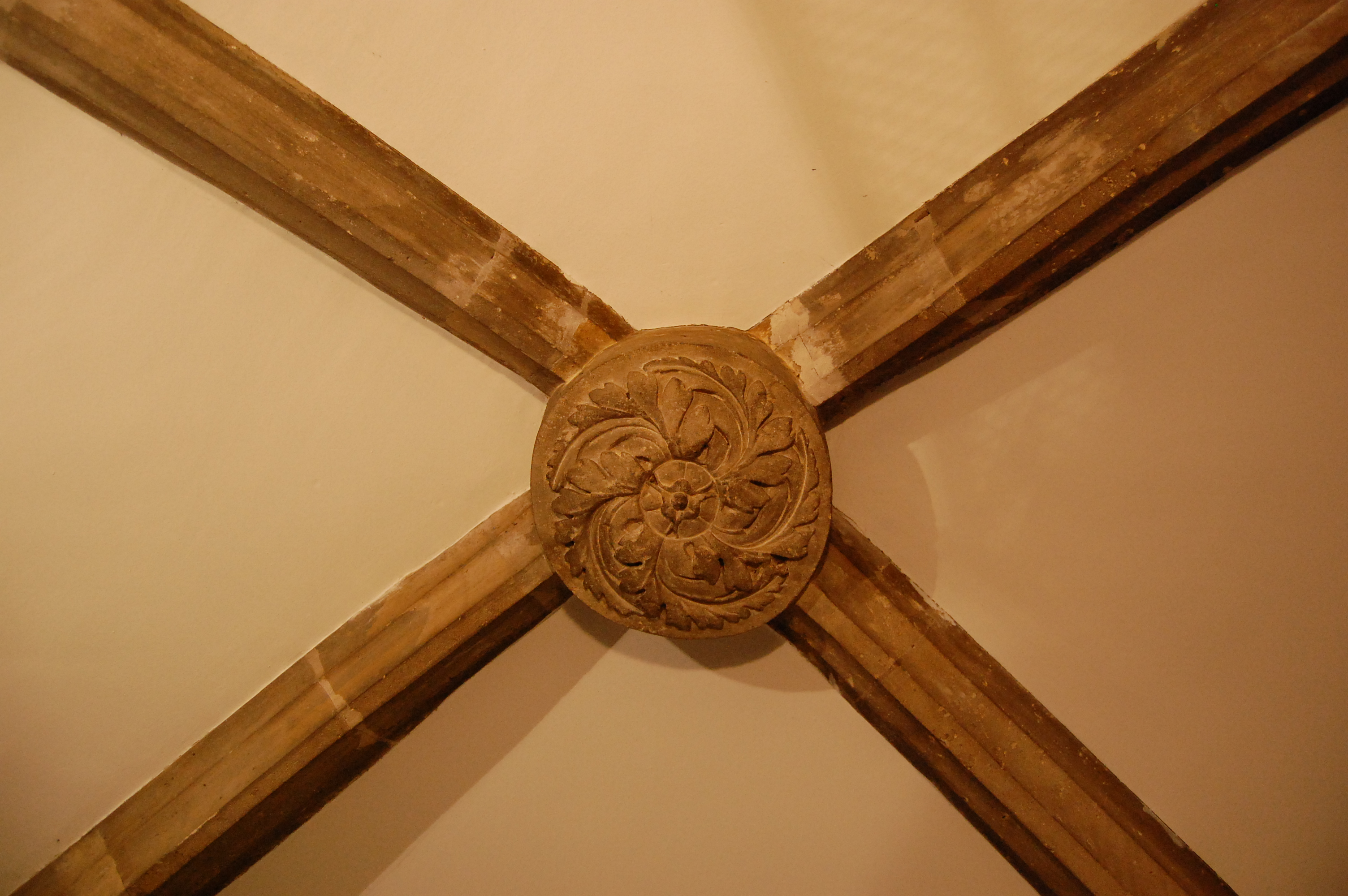
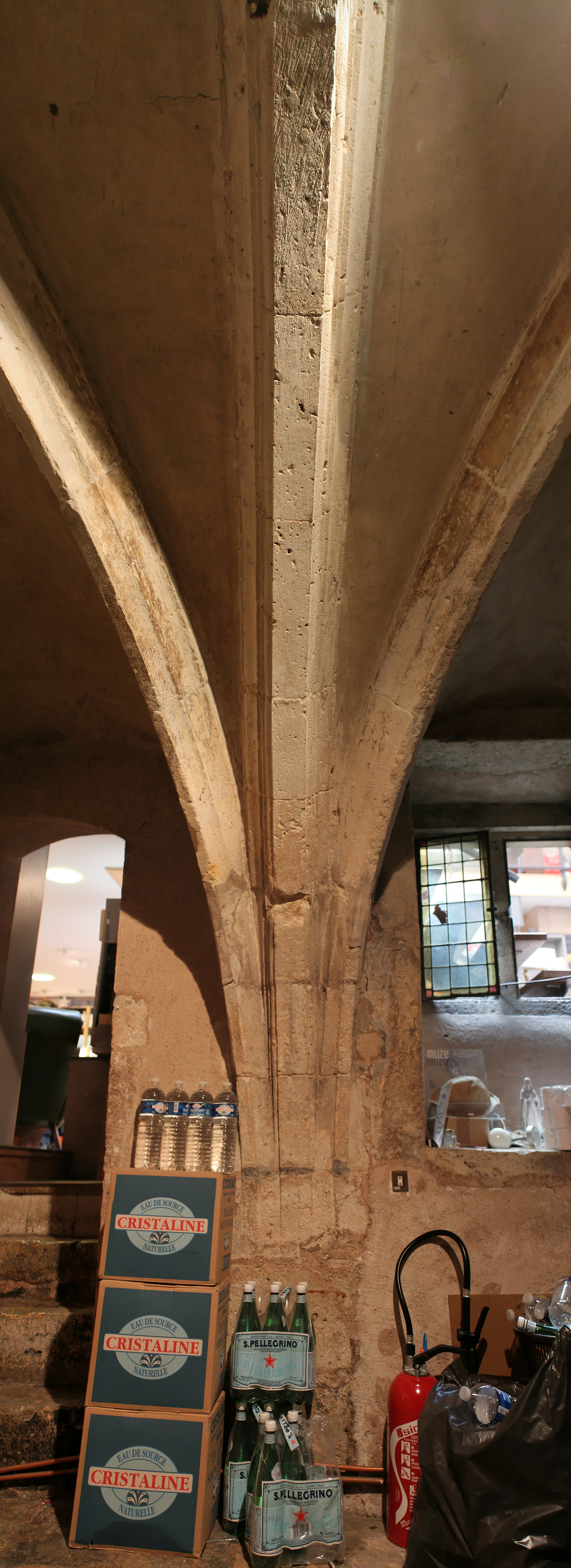
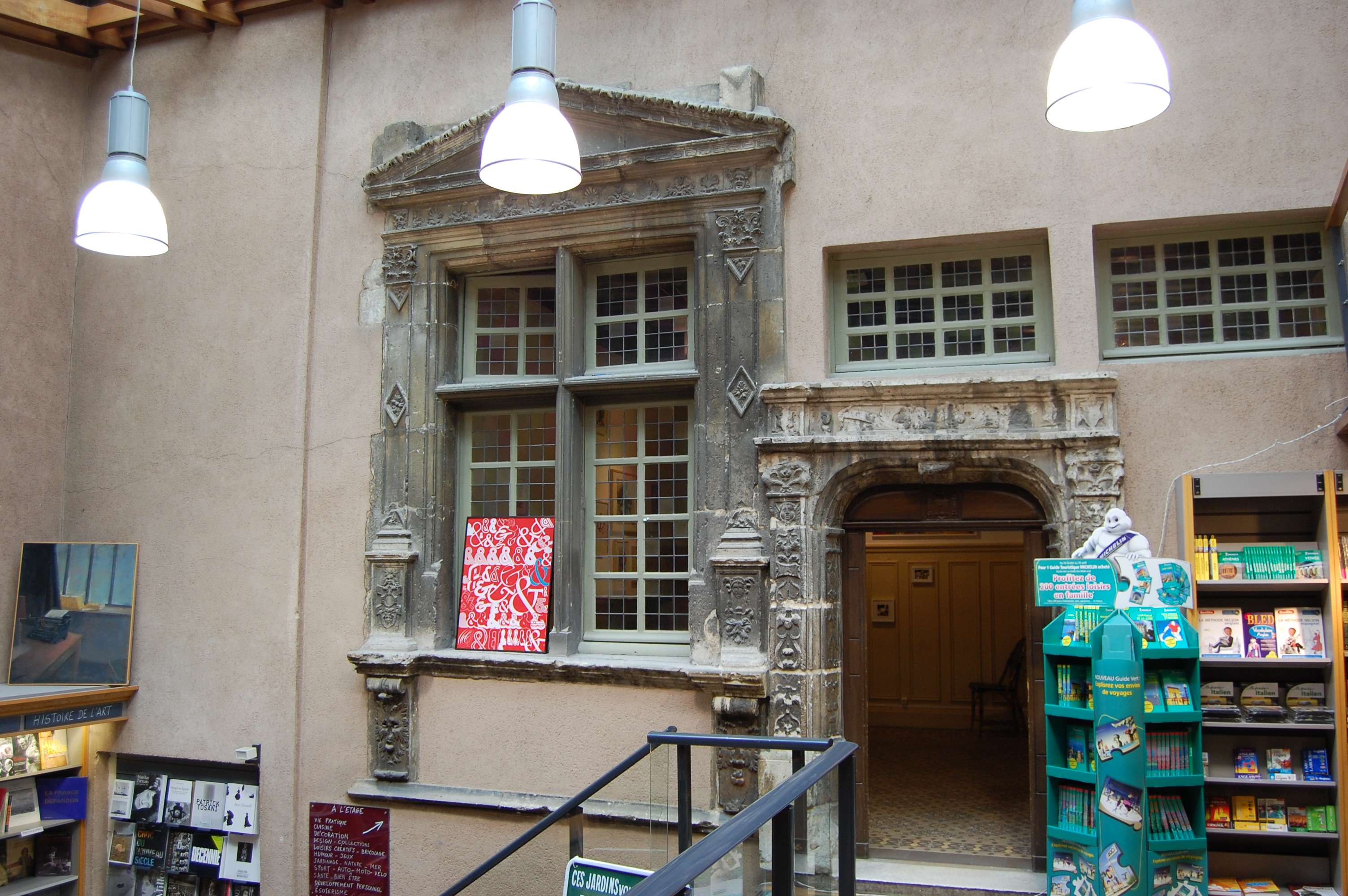